# Jeřáb
Jeřáb (tyska: Ebereschberg) är ett berg i Tjeckien.   Den ligger i regionen Olomouc, i den östra delen av landet, 170 km öster om huvudstaden Prag. Toppen på Jeřáb är 1 003 meter över havet, eller 426 meter över den omgivande terrängen. Bredden vid basen är 14,2 km.
Terrängen runt Jeřáb är huvudsakligen lite kuperad.Runt Jeřáb är det glesbefolkat, med 13 invånare per kvadratkilometer. Närmaste större samhälle är Šumperk, 15,1 km sydost om Jeřáb. Omgivningarna runt Jeřáb är en mosaik av jordbruksmark och naturlig växtlighet.